# 云顶城
云顶城位于中国四川省成都市金堂县淮口镇云顶山上，东临沱江金堂峡，是南宋四川置制司抗蒙山城之一。云顶城由时任南宋四川安抚制置使的余玠建于淳祐三年（1243年），以抵抗蒙古军队入侵成都。云顶城是四川山城防御体系的重要据点，抗蒙“川中八柱”之一。南宋成都府路和潼川府路的治所都曾一度迁移到云顶城中。云顶城虽地处川西平原，处于宋元对战的最前沿，但南宋军民仍在此坚守长达15年之久直至宝祐六年（1258年）。云顶城南北长2300米，东西宽2100米，总面积约1.5平方千米。云顶城原在悬崖之上筑有外廓门、小东门、南城门、长宁门、端午门、后宰门、北城门、瓮城门等八座城门，其中北城门、长宁门至今保存较为完好，而其余六门也有遗址存留。云顶城遗址内还保留有南宋时期所建一字墙五道、水井四口、水池五处、炮台两处及军营遗址。1991年4月16日公佈為四川省第三批文物保護單位。